# Spiraeanthemum collinum
Spiraeanthemum collinum är en tvåhjärtbladig växtart som först beskrevs av Hoogland, och fick sitt nu gällande namn av Pillon. Spiraeanthemum collinum ingår i släktet Spiraeanthemum och familjen Cunoniaceae. Inga underarter finns listade i Catalogue of Life.